# ریزآبیاری

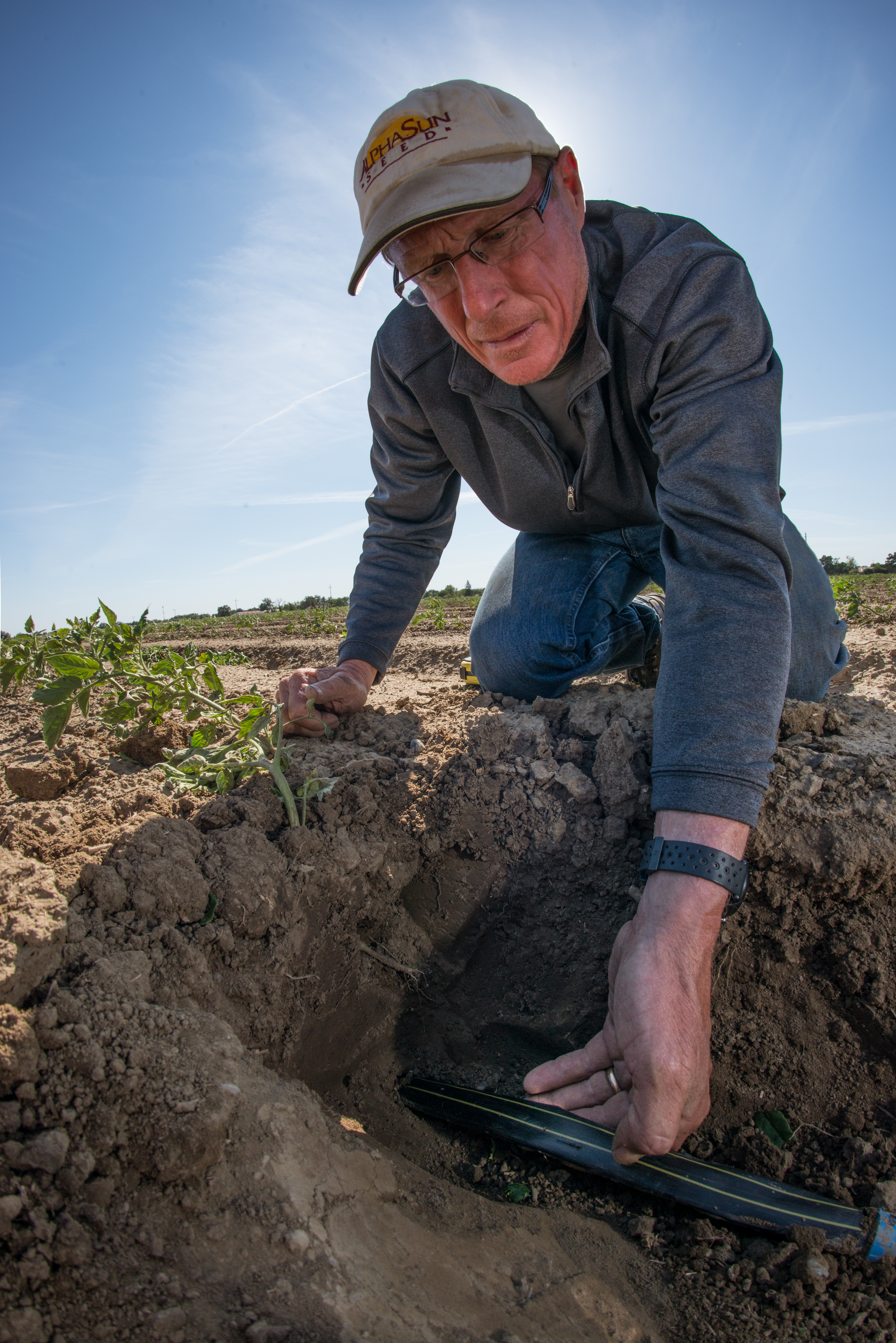
یک مالک مزرعه در حال بازرسی سیستم ریز آبیاری زیرزمینی در مزرعه گوجه فرنگی در وودلند، کالیفرنیا

ریزآبیاری (به انگلیسی: Micro-irrigation) که به آن آبیاری ریزاسپری، موضعی، کم‌حجم، کم‌دبی یا آبیاری قطره‌ای نیز می‌گویند، یک روش آبیاری با فشار و دبی کمتر آب نسبت به سیستم بارانی سنتی است. آبیاری قطره‌ای در کشاورزی برای محصولات ردیفی، باغات و تاکستان‌ها استفاده می‌شود. همچنین در باغبانی در نهالستان‌های عمده‌فروشی، در زیباسازی برای مناظر و باغ‌های مدنی، تجاری و خصوصی، و در علم و عمل بوم‌شناسی بازسازی و پاک‌سازی محیط استفاده می‌شود. حجم کمتر به آب اجازه می‌دهد تا در خاک‌های کندنفوذ مانند رس جذب شود و رواناب را به کمترین میزان برساند.

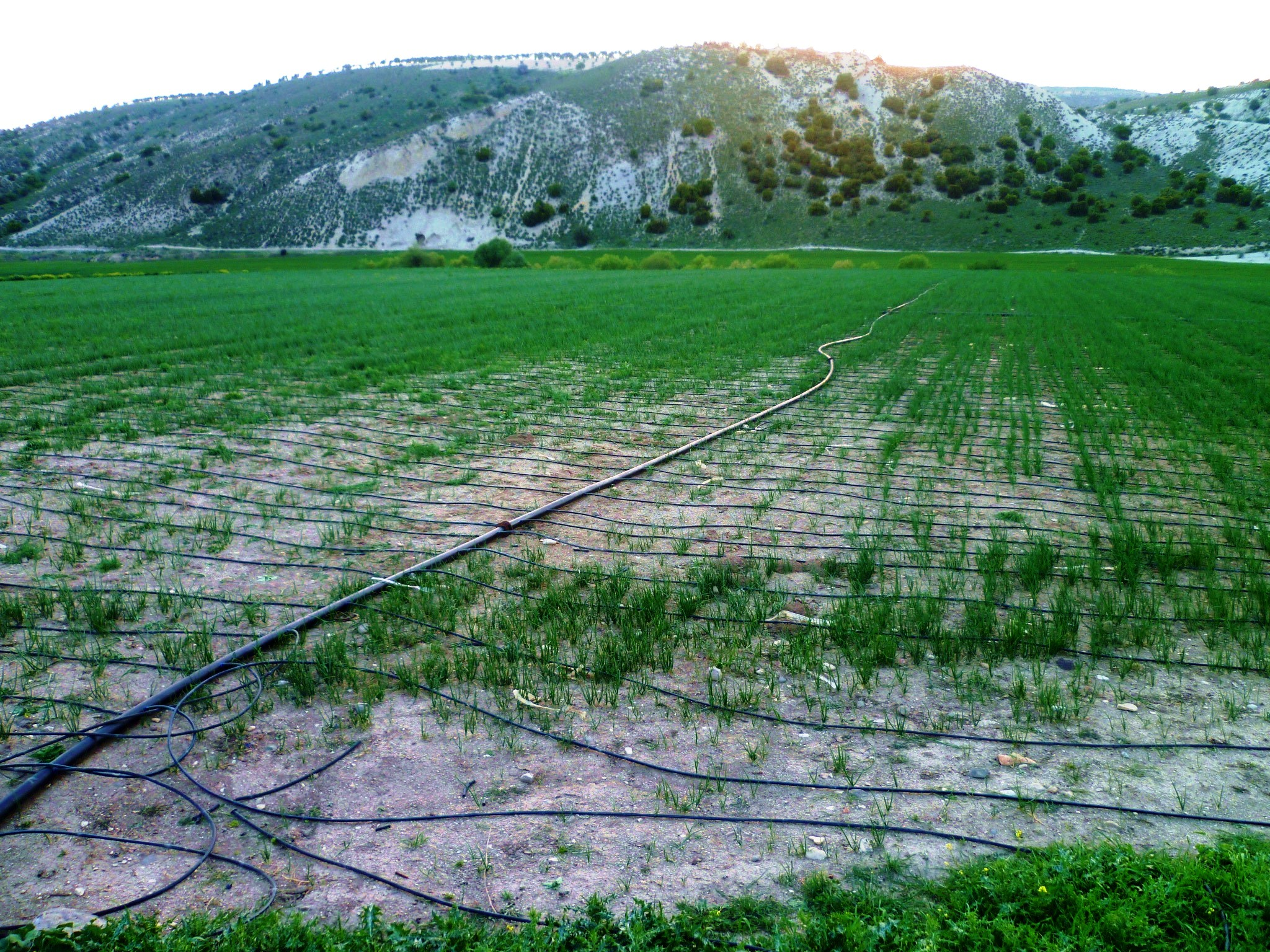
سیستم ریزآبیاری پایدار در جنوب عفرین، سوریه، ایجادشده توسط AANES (روجاوا)

## پروژه‌های بازسازی بوم‌شناختی و گیاه‌پالایی
سیستم‌های آبیاری کم‌جریان در پروژه‌های بازسازیی رویشگاه گیاهان بومی و پاکسازی محیط زیست استفاده می‌شود. فشار عملیاتی کمتر می‌تواند تنها انتخاب برای مکان‌های دور از چاه‌ها یا منابع آب مخزن کوچک باشد. این در تأسیسات موقت در دوره‌های اولیه استقرار استفاده می‌شود و در سطح خاک به آسانی با کمترین آسیب به جامعه گیاهی در حال بهبود قابل جابجایی است. به عنوان مثال استفاده از آن در بازسازی زون ساحلی و پروژه‌های پاکسازی محیطی با استفاده از تکنیک‌های گیاه‌پالایی و زیست‌پالایی است.